# Ma Yibo
Ma Yibo (chinesisch 马弋博; * 5. August 1980 in Dalian) ist eine ehemalige chinesische Hockeyspielerin, die 2008 Olympiazweite war.

## Karriere
Ma Yibo spielte von 2001 bis 2012 in der chinesischen Nationalmannschaft. Insgesamt wirkte sie in über 200 Länderspielen mit.
Ihr erstes großes Turnier waren die Asienspiele 2002 in Busan, bei denen die Chinesinnen den Titel vor den Südkoreanerinnen gewannen. Etwa anderthalb Monate später begann in Perth die Weltmeisterschaft 2002. In der Vorrunde belegten die Chinesinnen den zweiten Platz hinter den Argentinierinnen. Nach einer 0:1-Halbfinalniederlage gegen die Niederländerinnen besiegten die Chinesinnen im Kampf um die Bronzemedaille die australische Mannschaft mit 2:0.
Bei den Olympischen Spielen 2004 in Athen gewannen die Chinesinnen ihre Vorrundengruppe vor der argentinischen Mannschaft. Im Halbfinale unterlagen sie der deutschen Mannschaft nach Verlängerung und Penaltyschießen. Im Spiel um Bronze siegten die Argentinierinnen mit 1:0. Im Herbst 2006 bei der Weltmeisterschaft in Madrid erreichten die Chinesinnen in ihrer Vorrundengruppe nur den fünften Platz und belegten im Gesamtklassement den zehnten Rang. Bei den Asienspielen in Doha gewannen die Chinesinnen vor den Japanerinnen.
2008 war Peking Austragungsort der Olympischen Spiele. In ihrer Vorrundengruppe konnten sich die Chinesinnen nur dank des besseren Torverhältnisses den zweiten Platz vor den Australierinnen sichern. Die Chinesinnen gewannen im Halbfinale mit 3:2 gegen die deutsche Mannschaft. Im Finale unterlagen sie den Niederländerinnen mit 0:2. Bei der Weltmeisterschaft 2010 in Rosario belegten die Chinesinnen den achten Platz. Einen Monat später fanden in Guangzhou die Asienspiele 2010 statt. Vor heimischem Publikum gewannen die Chinesinnen den Titel zum dritten Mal in Folge. 2012 nahm Fu Baorong zum dritten Mal an Olympischen Spielen teil. Beim olympischen Turnier in London erreichten die Chinesinnen in der Vorrunde nur den dritten Gruppenplatz und belegten letztlich in der Gesamtwertung den sechsten Platz.